# Receptor de ácido retinoico
El receptor de ácido retinoico (RAR) es un tipo de receptor nuclear que es activado tanto por las formas trans como por la forma 9-cis del ácido retinoico. Se han descrito tres receptores de ácido retinoico (RAR) diferentes: el receptor de ácido retinoico alfa (RARA), el receptor de ácido retinoico beta (RARB) y el receptor de ácido retinoico gamma (RARG), todos ellos codificados por los genes rarA, rarB y rarG, respectivamente. Cada una de estas isoformas tiene variantes de las mismas generadas por splicing alternativo: dos variantes para la isoforma alfa, cuatro para la beta y dos para la gamma.
Al igual que ocurre con otros receptores nucleares de tipo II, los receptores de ácido retinoico forman heterodímeros con el receptor X retinoide en ausencia de ligando. El dímero RAR/RXR se une al elemento de respuesta a hormonas en el ADN, formando un complejo con una proteína correpresora. La unión de un ligando agonista a RAR da lugar a la disociación del correpresor y al reclutamiento de una proteína coactivadora que activan el promotor y así la transcripción de los genes diana.